# Mujinga Kambundjiová
Mujinga Kambundjiová (* 17. června 1992) je švýcarská atletka, sprinterka. Je dvojnásobnou mistryní Evropy v běhu na 200 metrů, halovou mistryní světa i Evropy v běhu na 60 metrů. Je držitelkou švýcarských rekordů ve sprintech na 60, 100 a 200 metrů.
Během zahajovacího ceremoniálu Letních olympijských her v Tokiu byla společně se šermířem Maxem Heinzerem vlajkonoškou švýcarské výpravy.

## Osobní život
Narodila se v Bernu švýcarské matce a konžskému otci. Je druhou nejstarší ze čtyř sester. Nejmladší sestra Ditaji je rovněž vrcholovou sportovkyní, která se věnuje především běhu na 100 metrů překážek. Další sestra Muswama je bobistka.
Jejím dlouholetým partnerem je švýcarský sprinter Florian Clivaz. Žije v Liebefeldu nedaleko Bernu.

## Osobní rekordy

### Dráha
- běh na 100 metrů – 10,89 s – 24. června 2022, Curych, NR
- běh na 200 metrů – 22,05 s – 19. července 2022, Eugene, NR

### Hala
- běh na 60 metrů – 6,96 s – 18. března 2022, Bělehrad, NR

## Ocenění
- 2019, 2022: Švýcarský sportovec roku